# Teodor Szécsényi
Teodor pl. Szécsényi grof Sárvárja, in Felsövidéka  (madžarsko  Szécsényi Tivadar de Sárvár et Felsövidék), madžarski politik, kraljev tajni svetovalec, veleposestnik *12. marec 1837, ????, † 17. junij 1912, Pöstyén.
Grof Teodor Szécsényi se je rodil 12. marca 1837 huzarskemu polkovniku in kraljevemu tajnemu svetniku grofu Palu Szécsényiju in grofici Emilii Zichy Ferarris. Že mlad je začel vojaško kariero, vendar je to službo opustil s činom huzarskega majorja. Konec 70. let 19. stoletja je kupil Gornjelendavsko posest in grad Grad ter prišel tja gospodarit. Poročil se je z grofico Jenny Erdöly in v zakonu se jima je rodil sin Teodor ml. Grof je bil razsvetljen človek in privrženec demokratičnega liberalizma, zato ni čudno da je bil dober prijatelj Janosa Berketa, ki se je skupaj s svojim bratom prizadeval za podobne vrednote. V parlamentu je štirikrat zastopal okrožje Murska Sobota. Politično udejstvovanje pa ni bilo njegov cilj.
Videl je zanemarjenost domačega kraja, nekultiviranost in druge pomanjkljivosti. Bil je v stalnem stiku z ljudmi, ki so vodili okrožje, med njimi pa užival neomajno spošotvanje in ugled. Njegova prva velika stvaritev je bila splošna bolnišnica v Murski Soboti. Prav tako je finančno podpiral vrtec v Murski Soboti, ustanovljen leta 1888. Na njegovo pobudo je dala županija zgraditi ceste Salovci-Gornji Petrovci-Vidonci, Černelavci-Bodonci-Gornja Lendava in Petroca-Gornja Lendava. Velike zasluge ima tudi za železnico Murska Sobota-Körmend. Ker denarja kljub zagotovilom ni bilo, je grof osebno odpotoval k ministru dosegel izplačilo za začetek gradnje, kljub nasprotovanju ministra barona Langa. Na področju kmetijstva je grof Szécsényi v okraju udomačil vrsto goveda pinzgau, ki je bilo primerno za gričevnate predele. Gospodarjem je brez plačila dajal na voljo drage plemenske živali. Bil je znan po svoji dobrodelnosti in je s prispevkom 6000 kron postavil temelje soboškemu občestvu augsburske veroizpovedi. Podpiral je okrajna gasilska društva, pomagal je revežem in tistim, ki sta jim ogenj ali toča uničila premoženje. Iz javnega življenja se je umaknil leta 1905. Aktiven je postal spet leta 1910 ob organiziranju delavske stranke. zadnja njegova pomembna vloga je bila pri ustanavljanju Murskosobođke hranilnice, ki ji je zapisal 50.000 kron. Ker je bil zelo dober prijatelj z nekaterimi ustanovitelji, so mu ponudil predsedniško mesto v hranilnici, kar pa je odklonil, zato so ga izbrali za častnega predsednika. Umrl je 17. junija 1912 v Pöstyénu, pokopan pa je na gornjelendavskem pokopališču.

## Galerija
- Grb rodbine Szécsényi
- Grad Grad, ki je bil v lasti grofa Teodor Szécsényija. Ta slika je bila narejena ob popisu inventarja. Grad je bil po vojni leta 1945 popolnoma izropan.